# Проволочные монеты
Проволочные монеты, чешуйки, чешуя — тип монет, чеканившихся на Руси с середины XIV века до 1717 года. Отличаются характерной продолговатой каплеобразной формой и неровным краем, что связано с особенностями их изготовления. Копейки, денги и полуденги чеканились из серебра, пуло — из меди.

## Технология изготовления
Из-за несовершенства технологии ручной чеканки и плохого качества металла монетные штемпели, применявшися при изготовлении чешуек, очень быстро изнашивались. Поэтому изображение аверса и реверса монеты вначале вырезалось на маточниках, изготовленных из самого лучшего металла. Затем с маточников делались оттиски на монетных штемпелях, при этом на них получалось негативное изображение, то есть все выпуклые элементы рисунка становились вдавленными и наоборот. Полученные таким методом штемпели закаливались и были готовы к работе. Маточники могли служить годами, пока сами не изнашивались. Время от времени изображение на них подправлялось, но в целом с каждого маточника снималась целая серия монетных штемпелей с практически одинаковым изображением, что позволяет объединять монеты по типам штемпелей и прослеживать их эволюцию и хронологию.
На монетном дворе обычно работала целая артель мастеров — кузнецов, волочильщиков, подмётчиков, бойцов. Приготовленный металл, а в случае серебра это были европейские монеты — ефимки или серебряные изделия, плавили и разливали в специальные продолговатые формы. При переплавке металл очищался от примесей и лигатуры, что позволяло получать серебро очень высокой 960-й пробы. Полученные прутки волочились в серебряную проволоку нужного диаметра, которую разрубали на одинаковые по весу кусочки. Далее эти заготовки плющили и денежные мастера чеканили из них монеты.
Такая технология изготовления монетных заготовок приводила к тому, что кружок получался неровным, обычно с двух противоположных сторон чешуек хорошо заметны два выступа, оставшиеся на заготовке после её отделения от проволоки. В немецкой нумизматике русские проволочные монеты даже получили название Tropfkopeke (капельная копейка), что хорошо характеризует их форму.
В некоторой степени такая техника изготовления защищала от подделок серебряных монет, так как низкопробное серебро было не таким ковким и не позволяло волочить проволоку нужного диаметра. По данным И. И. Толстого, новгородки периода Новрогодской республики в среднем чеканились из серебра 898-й пробы, хотя встречаются монеты разной чистоты металла от 795-й до 930-й пробы.

## Удельные княжества и вольные города Новгород и Псков
После окончания безмонетного периода русские удельные княжества постепенно начинают выпускать собственную монету. Вначале это было подражание джучидским монетам (серебряным дирхемам и медным пулам), но по мере ослабления влияния Золотой Орды на монетах появляются надписи на кириллице и оригинальные сюжеты.
Во второй половине XIV века свои чешуйки чеканят уже не только великие княжества Тверское, Московское и Рязанское, но и ряд мелких удельных княжеств. В 1420 году начинается чеканка собственных серебряных денег (новгородок) Новгородской республикой, а в 1425 году — Псковской республикой.
Основной денежной единицей конца XIV века становится серебряная денга. Монеты разных княжеств различались по весу. Так, одни из самых тяжёлых (до 1,5 г) чеканились в Рязани, тогда как вес денег, выпущенных в Москве, Твери и Нижнем Новгороде, не превышал 1 г. Со временем вес монет постепенно снижался. В лучшую сторону на этом фоне выделяются денги Великого Новгорода — за 58 лет независимой чеканки их вес почти не изменился, оставаясь в пределах 0,76-0,8 г.
Помимо денег, почти все княжества и центры чеканки изготавливали полуденги весом в половину денги. Их вес составлял 0,45-0,25 грамма серебра в зависимости от времени и места чеканки. В Новгороде и Пскове чеканили мелкие серебряные монеты, называвшиеся четверетца, весом 0,19 г. Для нужд повседневной мелкой торговли в Москве, Твери, Суздале, Ярославле и некоторых других городах чеканились пула — небольшие медные монеты, стоимость которых колебалась от 1/60 до 1/120 части денги, а вес — от 1 до 2,5 граммов.

## Чеканка Русского централизованного государства
В конце XV века при Иване III начинается объединение Северо-Восточной Руси под властью Москвы. Большая часть старых центров чеканки теряет право на выпуск собственных монет, существенно снижается разнообразие сюжетов на чешуйках. Проведённая в 1535 году денежная реформа Елены Глинской окончательно унифицирует денежное обращение Русского государства. Основными денежными единицами становятся московская денга с изображением всадника с саблей и весом в 0,34 г и новгородская денга удвоенного веса с изображённым на ней всадником с копьём. Некоторое время ещё продолжается чеканка полуденег (полушек), четверетцов и медных пул.
В 1596 году, в царствование Фёдора Ивановича, впервые на проволочных монетах появляется дата чеканки, обозначенная кириллицей. После 1595 года прекращается выпуск «лёгких» денег московского типа, на которых изображался всадник с саблей. Все три монетных двора — в Москве, Новгороде и Пскове начинают чеканить монеты новгородского типа, которые со временем стали называться не денгой, а копейкой.
В Смутное время из-за экономических трудностей и нехватки сырья вес чеканившихся копеек последовательно уменьшался с 0,68 до 0,47 г. Также из-за отсутствия серебра в 1610 году Василий Шуйский приказал чеканить «проволочные» деньги и копейки из золота. Соотношение стоимости этих монет к серебряным было принято как 1:10. Похожие золотые монеты чеканили на Московском монетном дворе от имени Владислава Жигимонтовича во время Русско-Польской войны 1609—1618 года. Собранное для изгнания поляков из Москвы Второе земское ополчение остро нуждалось в деньгах, поэтому в Ярославле был организован монетный двор, чеканивший монеты с именем Фёдора Ивановича — последнего царя из московской ветви династии Рюриковичей.
Избранный в 1613 году на царствование Михаил Фёдорович Романов восстановил работу монетных дворов, но оставил облегчённую монетную стопу. Возобновилась чеканка денег (денежек) и полушек номиналом 1/4 копейки и весом 0,12 г. В 1626 году происходит важное изменение в денежной политике государства. Если ранее чешуйки чеканились из серебра 960-й пробы, то теперь на монетных дворах перестали выжигать примеси из серебра, что привело к общему снижению пробы металла, которая стала не постоянной, а напрямую зависела от качества сырья.
В 1654 году царь Алексей Михайлович начинает денежную реформу, которая имела две цели — устранить недостатки существующей денежной системы и наполнить опустевшую казну. Помимо монет крупных номиналов европейского образца, началась массовая чеканка проволочных копеек из дешёвой меди. Эти копейки имели принудительный курс и должны были заменить аналогичные серебряные монеты, что вызвало резкий протест населения и явилось одной из причин медного бунта в Москве и народных волнений в других городах страны. Через год после бунта чеканка медных копеек была прекращена, а монеты обменены на серебряные по курсу 100:1. Кроме медных копеек, в ходе реформы были выпущены медные проволочные денги с изображением всадника с саблей и монеты больших номиналов — алтын (3 копейки) и грошевик (2 копейки). На Псковском монетном дворе в этот период чеканили медные копейки с новым типом изображения — всадник на них был выгравирован не с копьём, а со скипетром.
В 1681 году в очередной раз снижается монетная стопа. Нормативный вес копейки декларируется в 0,42 грамма, реальный же вес монет был ещё меньше: 0,39-0,41 г. Продолжается выпуск серебряных денег и полушек. В период совместного правления Ивана Алексеевича и Петра Алексеевича одновременно чеканятся копейки с именами обоих правителей. Получивший в 1694 году реальную власть Пётр I хорошо осознаёт отсталость существующей в стране денежной системы, которая тормозит как внешнюю торговлю, так и развитие внутреннего рынка. К тому времени фактический вес проволочных копеек падает до 0,28 г, одновременно снижается и проба металла. Пётр начинает подготовку денежной реформы, учитывая ошибки реформы 1654 года. В 1700 году чеканятся медные монеты номиналом в ½ (деньга), ¼ (полушка) и 1⁄8 (полуполушка) копейки, а в 1704 появляются первые медные копейки. Хотя эти монеты и не были полноценными, но в отличие от монет предыдущей реформы весили 8,5 граммов, что вызывало определённое доверие населения. Кроме того, чешуйки продолжали чеканиться и приниматься наравне с медными ещё в течение 13 лет.
В 1717 году были выпущены последние проволочные копейки.